# Katastrofa lotu Khabarovsk Airlines 463
Katastrofa lotu Khabarovsk Airlines 463 – wypadek lotniczy, który wydarzył się 15 listopada 2017 roku na lotnisku w mieście Nelkan w Kraju Chabarowskim. Turbośmigłowy samolot Let L-410 Turbolet należący do małych linii Khabarovsk Airlines rozbił się w lesie przed lotniskiem. Z 7 osób przebywających na pokładzie przeżyła tylko jedna.

## Samolot
Samolotem, który uległ katastrofie był Let L-410 Turbolet - mały turbośmigłowy samolot produkcji czechosłowackiej, przeznaczony do obsługi krótkich tras regionalnych. Właścicielem samolotu były małe regionalne linie lotnicze Khabarovsk Airlines. Posiadał numery rejestracyjne RA-67047. W momencie wypadku maszyna miała wylatane jedynie 1693 godziny lotu.

## Wypadek
Samolot wykonywał planowy lot na trasie Nikołajewsk nad Amurem - Nelkan. Na pokładzie znajdowało się 5 pasażerów oraz 2 pilotów. Cały lot przebiegał normalnie. Dopiero podczas podejścia do lądowania na lotnisku w Nelkanie, samolot zaczął tracić prędkość lotu. Nagle spadła do takiego stopnia, że doszło do przeciągnięcia. Potem samolot przechylił się na lewe skrzydło i uderzył w ziemię, 2 kilometry od pasa startowego, na którym miał lądować. Jedyną ocalałą z katastrofy była 3-letnia dziewczynka.
Raport końcowy został wydany niespełna 2 lata po wypadku. Zarówno rosyjscy, jak i czescy śledczy są zgodni, że przyczyną katastrofy była awaria prawego śmigła, w którym podczas lądowania uruchomił się ciąg wsteczny, co spowodowało utratę prędkości.